# Andrej Urnaut
Andrej Urnaut (* 13. Oktober 1965 in Ravne) ist ein ehemaliger jugoslawischer und slowenischer Volleyballnationalspieler und heutiger -trainer.

## Karriere als Spieler
Andrej Urnaut spielte viele Jahre bei HAOK Mladost Zagreb, wo er mehrfach jugoslawischer Meister wurde und zweimal im Endspiel des Europapokals der Landesmeister stand. 1989 verließ er seine Heimat, ging nach Italien und spielte bei Gividì Mailand und bei Alpitour Cuneo. 1992 wechselte er nach Belgien zu Noliko Maaseik und wurde dort mehrfach belgischer Meister und Pokalsieger. 1997 stand er erneut im Finale des Europapokals der Landesmeister. Nach einem kurzen Abstecher zum französischen Verein Nizza Volley-Ball kehrte er nach Belgien zurück zum VC Averbode. 2002 wurde Andrej Urnaut vom deutschen Bundesligisten SCC Berlin reaktiviert. Er wurde hier universell eingesetzt und errang 2003 den Deutschen Meistertitel.

## Karriere als Trainer
Erste Trainerstation von Andrej Urnaut war 2001 der belgische Erstligist VC Euphony Asse-Lennik. Nach seinem Comeback als Spieler beim SCC Berlin und auch in Asse-Lennik trainierte Andrej Urnaut von 2003 bis 2009 den belgischen Verein VC Averbode. Zwischendurch war er auch Nationaltrainer Kroatiens. In der Saison 2009/10 war Andrej Urnaut Trainer bei seinem früheren Verein SCC Berlin. Seit Januar 2011 trainiert er den slowenischen Verein OK Salonit Anhovo Kanal.

## Privates
Andrej Urnaut gehört zu einer erfolgreichen Volleyballfamilie. Seine jüngeren Brüder Matjaz und Tine sind ebenfalls slowenische Nationalspieler und spielen in der französischen Liga A bzw. in der italienischen Serie A1. Sein Sohn Aljosa spielt beim deutschen Bundesligisten evivo Düren.